# Capella de Sant Miquel d'Aguilar
La capella de Sant Miquel és una església del veïnat de Sant Miquel, del municipi d'Aguilar de Segarra (Bages), inclosa en l'Inventari del Patrimoni Arquitectònic de Catalunya.
És un petit temple de planta rectangular sense absis. La porta d'entrada està situada als peus de l'església, i sobre ella hi ha el campanar d'espadanya. Al mur de migdia hi ha dos grans contraforts en forma de talús.
L'església de Sant Miquel, situada al peu de la muntanya del castell d'Aguilar, ara en ruïnes, és documentada des del 1626. De l'any 1936 al 1949, des de la destrucció de la primitiva parròquia d'Aguilar, al castell, fins a la consagració de la moderna església, exercí funcions de parròquia.